# アルバニア語版ウィキペディア
アルバニア語版ウィキペディア（アルバニアごばんウィキペディア、アルバニア語:Wikipedia shqip）はアルバニア語によるウィキペディアである。2003年10月12日に開設。
- 2005年9月12日：Rrethi i Pukësをもって2,000項目に達する
- 2005年12月11日：John Wayneをもって2,500項目に達する
- 2006年1月30日：Will Smithをもって6,000項目に達する
- 2006年3月30日： .qaをもって6,500項目に達する
- 2006年4月16日： .gfをもって7,000項目に達する
- 2006年11月23日：Suretu Fatirをもって10,000項目に達する
- 2006年12月5日：Mushkovaをもって10,500項目に達する
- 2007年1月8日： 1623 në literaturëをもって12,000項目に達する
- 2007年3月26日： Kate Beckinsaleをもって14,000項目に達する
- 2007年5月17日： Opus Deiをもって15,000項目に達する
- 2007年8月2日： .zrをもって17,000項目に達する
- 2008年4月19日： Sallatë me rrepa të kuqeをもって20,000項目に達する
- 2010年12月31日：Jakobi i Vjetriをもって30,000項目に達する。